# مهد کودک دانشگاه تهران
مهد کودک دانشگاه تهران مربوط به دورهٔ پهلوی دوم است و در تهران، خیابان امیرآباد شمالی، نبش خیابان فرش مقدم واقع شده‌است. این اثر در تاریخ ۱ مرداد ۱۳۸۶ با شمارهٔ ثبت ۱۹۲۳۳ به‌عنوان یکی از آثار ملی ایران به ثبت رسیده‌است.